# Amavida
Amavida – gmina w Hiszpanii, w prowincji Ávila, w Kastylii i León, o powierzchni 15,02 km². W 2011 roku gmina liczyła 176 mieszkańców.